# Teunis Telman
Teunis Telman, vooral bekend als T. Telman (Den Ham, 29 december 1897 – Enschede, 1 maart 1970) was een Nederlands organist. Hij was van belang voor het muziekleven binnen de provincie Overijssel.
Hij was zoon van veldwachter Hendrik Telman en Johanna Berendina Bergkamp. Hijzelf was getrouwd met onderwijzeres Neeltje Maria de Groot en Angenithia Johanna Temminck, die hij beiden overleefde. Hij werd gecremeerd in het crematorium in Dieren. 
Hij kreeg zijn opleiding van Co van Beinum, Marinus Cornelis van de Rovaart en Charles de Wolf. Hij werd vervolgens organist van de kerk in Goor, de Grote Kerk in Enschede en de Hervormde Kerk in Oldenzaal. Voorts bespeelde hij orgels in de dorpen zoals Lonneker en Twekkelo. Hij was muziekrecensent voor De Twentsche Courant Tubantia, redacteur van De Harp en gaf les aan de Muziekschool Enschede. Telman was net als Willem Zorgman namens de "Adviescommissie voor Orgelbouw" van de Nederlandse Organisten Vereniging betrokken bij de renovatie van orgels in de kerk van Den Ham, Holten en Zwolle. Hij had zitting in de "Kerkorgelraad voor Nederland en Koloniën'.  
Een van zijn publicaties is Het orgel, een hand- en leerboek der  orgelbouwkunst uitgegeven ten dienste van organisten, leeraren en belangstellenden in den ontwikkelingsgang van het orgel, een uitgave uit 1925 van Uitgeverij E.G. Kluver's Boekhandel; er volgden minstens twee herdrukken.
Telman streed sinds 1947-1948 voor (verdere) professionalisering van het orkest dat de naam kreeg van Overijssels Philharmonisch Orkest. Dat hield onder meer in dat er een pensioenfonds kwam voor gepensioneerde musici. Hij was een aantal jaren administrateur van het orkest, maar bemoeide zich na zijn pensioen blijvend met het orkest. 